# Федеративная монархия
Федерати́вная мона́рхия — форма государства, сочетающая в себе монархическую форму правления и федеративный тип политико-территориального устройства.

## Основные черты
На сегодняшний день примерами монархических федераций являются Австралия, Бельгия, Канада, Малайзия, Объединённые Арабские Эмираты, Папуа — Новая Гвинея и Сент-Китс и Невис. В сторону федерализации движутся также такие монархические государства как Великобритания и Испания. Историческим примером федеративного монархического государства является также Австро-Венгрия и Германская империя.
Традиционно выделяется два способа образования федеративных монархий: договорный и конституционный. В первом случае изначально самостоятельные монархические государства объединяются в федерацию, заключив между собой договор об объединении (ОАЭ, Австро-Венгрия, Германская империя), во втором — центральная власть признаёт автономию отдельных территорий (Конституция Бельгии 1831 года).
Субъекты федерации могут иметь как монархическую форму правления (например, монархиями являются все субъекты ОАЭ, 9 из 13 субъектов Малайзии), так и республиканскую (Бельгия, Папуа-Новая Гвинея и др.).
В федеративных монархиях глава государства имеет особенно большое значение, являясь олицетворением независимости и единства государства, нации, народностей, её составляющих. Таким образом, монарх выполняет не только «распорядительные» функции, но и приобретает определённые «сакральные» черты.
В целом, для современных федеративных монархий характерно строгое следование принципу разделения властей. Исключение составляет только ОАЭ, где парламент — Национальный совет — не обладает не только законодательной властью, но и законодательной инициативной и сильно связан деятельностью Совета министров.

## Федеративная выборная монархия
Частным случаем федеративной монархии является федеративная выборная монархия. Сами по себе выборы монарха не являются редкостью и обычно проводятся в том случае, когда прекращается династия (например, избрание на царство Михаила Романова в 1613 году в России). Однако в настоящее время существуют специфичные формы государства, где глава государства не пожизненный и не наследственный, а переизбирается через определённый промежуток времени. Такая система существует в Малайзии и Объединённых Арабских Эмиратах, где глава государства переизбирается раз в 5 лет. Однако, несмотря на наличие этой республиканской черты, оба государства остаются монархиями, поскольку главой государства может быть избран не любой гражданин, а только один из «местных монархов» — правителей составных частей федерации.
В Малайзии 9 из 13 субъектов федерации возглавляются наследственными султанами (правительство в четырёх других организовано иначе), и только эти 9 образуют Совет правителей, который раз в 5 лет избирает главу государства.
В ОАЭ всей полнотой власти обладает Национальный совет, состоящий из семи эмиров субъектов федерации. Совет эмиров раз в 5 лет избирает главу государства, но в отличие от Малайзии им постоянно избирается глава крупнейшего эмирата Абу-Даби, занимающего 86 % территории ОАЭ. Несмотря на наличие поста президента, основные полномочия главы государства сосредоточены у Совета эмиров, то есть по существу в ОАЭ действует коллективный монарх.